# Jorge Achucarro
Jorge Daniel Achucarro (ur. 6 listopada 1981 w Fernando de la Mora) – paragwajski piłkarz występujący najczęściej na pozycji napastnika, obecnie zawodnik Cobreloa.

## Kariera klubowa
Achucarro jest wychowankiem Cerro Porteño, w którego barwach zadebiutował w 2000 roku. Z zespołem tym czterokrotnie zdobywał mistrzostwo Paragwaju, dwukrotnie doszedł do półfinału Copa Libertadores i jeden raz do ćwierćfinału Copa Sudamericana. Po 10 latach za sumę 1,4 mln euro przeniósł się do meksykańskiego Atlasu z siedzibą w Guadalajarze. Niebawem został wypożyczony do Argentyny, a konkretniej do pierwszoligowego Newell’s Old Boys, gdzie miał zastąpić swojego rodaka, Santiago Salcedo, który odszedł do Lanús. W nowej drużynie zadebiutował już w pierwszej kolejce sezonu Apertura 2009 - 22 sierpnia 2009 w spotkaniu z Independiente (1:0). W meczu tym wybiegł w podstawowym składzie, a zszedł z boiska w 74 minucie, zmieniony przez Emanuela Deninga. Latem 2010 Achucarro powrócił do Atlasu, a po upływie pół roku został piłkarzem argentyńskiego Banfield.

## Kariera reprezentacyjna
Achucarro jest członkiem dorosłej reprezentacji Paragwaju od 2003 roku. Został powołany przez selekcjonera Martino do szerokiej kadry na Mundial 2010.